# Derbi de Soweto

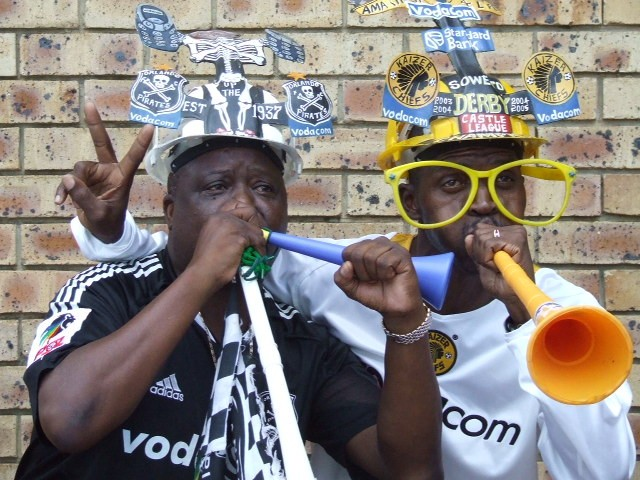
Aficionados de los Pirates (izquierda) y Kaizer Chiefs (derecha).

El derbi de Soweto es una rivalidad futbolística entre el Kaizer Chiefs y Orlando Pirates en Sudáfrica, considerado uno de los partidos más ferozmente disputados en el fútbol africano. Fue disputado por primera vez el 24 de enero de 1970. Los partidos entre los dos rivales atraer a una gran base de aficionados.

## Historia
Basado en Soweto, Johannesburgo, la rivalidad surge del hecho de que el Kaizer Chiefs se formó por una ex estrella de los Orlando Pirates, Kaizer Motaung, que dejó el Orlando Pirates para ir a jugar al fútbol profesional en la extinta North American Soccer League en el Atlanta Chiefs. Al regresar a Sudáfrica se encontró con una gran cantidad de luchas internas entre la jerarquía de los Pirates, por lo que decidió formar un equipo que, inicialmente, jugó partidos amistosos con clubes distintos del sur de África y que fue evolucionando hasta convertirse en el actual Kaizer Chiefs.

## Estadísticas
Datos actualizados al 17 de septiembre de 2011
| Equipo  | PJ | PG | PE | PP | GF | GC |
| ------- | -- | -- | -- | -- | -- | -- |
| Chiefs  | 36 | 13 | 12 | 11 | 34 | 33 |
| Pirates | 36 | 11 | 12 | 13 | 34 | 33 |

## Partidos
| Temporada | División                                      | Fecha                    | Local             | Resultado    | Visitante       |
| --------- | --------------------------------------------- | ------------------------ | ----------------- | ------------ | --------------- |
| 2001-02   | Semifinal de la MTN 8                         | 25 de agosto de 2001     | Kaizer Chiefs     | 1–0          | Orlando Pirates |
| 2001-02   | Premier Soccer League                         | 15 de diciembre de 2001  | Kaizer Chiefs     | 0–3          | Orlando Pirates |
| 2001-02   | Premier Soccer League                         | 4 de mayo de 2002        | Orlando Pirates   | 1–1          | Orlando Pirates |
| 2002-03   | Premier Soccer League                         | 7 de diciembre de 2002   | Orlando Pirates   | 1–1          | Kaizer Chiefs   |
| 2002-03   | Premier Soccer League                         | 14 de marzo de 2003      | Kaizer Chiefs     | 2–0          | Orlando Pirates |
| 2003-04   | Premier Soccer League                         | 13 de diciembre de 2003  | Kaizer Chiefs     | 1–0          | Orlando Pirates |
| 2003-04   | Premier Soccer League                         | 1 de mayo de 2004        | Orlando Pirates   | 1–0          | Kaizer Chiefs   |
| 2004-05   | Premier Soccer League                         | 29 de octubre de 2004    | Orlando Pirates   | 2–1          | Kaizer Chiefs   |
| 2004-05   | Premier Soccer League                         | 29 de abril de 2005      | Kaizer Chiefs     | 1–1          | Orlando Pirates |
| 2005-06   | Premier Soccer League                         | 28 de octubre de 2005    | Kaizer Chiefs     | 2–0          | Orlando Chiefs  |
| 2005-06   | Premier Soccer League                         | 9 de diciembre de 2005   | Orlando Pirates   | 0–1          | Kaizer Chiefs   |
| 2005-06   | Final de la Nedbank Cup                       | 19 de mayo de 2006       | Kaizer Chiefs *   | 0–0 (5–3 p.) | Orlando Chiefs  |
| 2006-07   | Premier Soccer League                         | 8 de diciembre de 2006   | Kaizer Chiefs     | 1–1          | Orlando Chiefs  |
| 2006-07   | Premier Soccer League                         | 27 de abril de 2007      | Orlando Pirates   | 1–1          | Kaizer Chiefs   |
| 2007-08   | Premier Soccer League                         | 24 de noviembre de 2007  | Orlando Pirates   | 2–2          | Kaizer Chiefs   |
| 2007-08   | Premier Soccer League                         | 10 de mayo de 2008       | Kaizer Chiefs     | 1–0          | Orlando Pirates |
| 2008-09   | Premier Soccer League                         | 15 de noviembre de 2008  | Kaizer Chiefs     | 0–2          | Orlando Pirates |
| 2008-09   | Premier Soccer League                         | 2 de mayo de 2009        | Orlando Pirates   | 2–1          | Kaizer Chiefs   |
| 2009-10   | Premier Soccer League                         | 31 de octubre de 2009    | Kaizer Chiefs     | 0–0          | Orlando Chiefs  |
| 2009-10   | Premier Soccer League                         | 20 de febrero de 2010    | Orlando Pirates   | 0–0          | Kaizer Chiefs   |
| 2009-10   | Final de la League Cup                        | 5 de abril de 2010       | Orlando Pirates * | 0–0 (0–3 p.) | Kaizer Chiefs   |
| 2010-11   | Semifinal de la MTN 8                         | 11 de septiembre de 2010 | Orlando Pirates   | 1–1          | Kaizer Chiefs   |
| 2010-11   | Semifinal de la MTN 8 (partido de repetición) | 26 de septiembre de 2010 | Kaizer Chiefs     | 0–1          | Orlando Pirates |
| 2010-11   | Premier Soccer League                         | 13 de noviembre de 2010  | Orlando Pirates   | 1–3          | Kaizer Chiefs   |
| 2010-11   | Final de la Copa de la liga                   | 3 de diciembre de 2010   | Orlando Pirates * | 0–3          | Kaizer Chiefs   |
| 2010-11   | Premier Soccer League                         | 26 de junio de 2011      | Kaizer Chiefs     | 1–1          | Orlando Pirates |
| 2011-12   | Final de la MTN 8                             | 10 de septiembre de 2011 | Orlando Pirates * | 1–0 (aet)    | Kaizer Chiefs   |
| 2011-12   | Premier Soccer League                         | 17 de septiembre de 2011 | Kaizer Chiefs     | 2–1          | Orlando Pirates |
| 2011-12   | Premier Soccer League                         | 17 de marzo de 2012      | Orlando Pirates   | 3–2          | Kaizer Chiefs   |

* Disputado en campo neutral siendo uno de los equipos designado como 'equipo local'.